# 10099 Ґлейзбрук
10099 Ґлейзбрук (10099 Glazebrook) — астероїд головного поясу, відкритий 4 листопада 1991 року.
Тіссеранів параметр щодо Юпітера — 3,166.